# Bulbophyllum ceriodorum
Bulbophyllum ceriodorum é uma espécie de orquídea (família Orchidaceae) pertencente ao gênero Bulbophyllum. Foi descrita por Pierre Boiteau em 1942.